# Леон-Баттіста Альберті
Лео́н-Батті́ста Альбе́рті (14 лютого 1404 , Генуя, Генуезька республіка  — 25 квітня 1472 , Рим, Папська держава ) — італійський архітектор, вчений, письменник і музикант епохи Відродження. Уславлений теоретик мистецтва, автор проєктів архітектурних споруд в різних містах Італії ранішньої доби Відродження. Сам не будував, за його проєктами будували місцеві архітектори — практики. Його архітектурні ідеї, однак, мали значний вплив на розвиток архітектури Італії доби Високого Відродження. Леон-Баттіста Альберті створив новий тип католицького плану храму з урахуванням грецького хреста а також з архітектурними елементами давньоримської архітектури. Залишив багатий теоретичний спадок.
На широке розповсюдження ідей Альберті зіграли мода на античність в італійському суспільстві, авторитет самого Альберті, використання в творах вульгати (некласичного варіанту латини) і життя в Римі, що був відомим мистецьким центром тогочасної Італії.

## Біографія

### У вигнанні

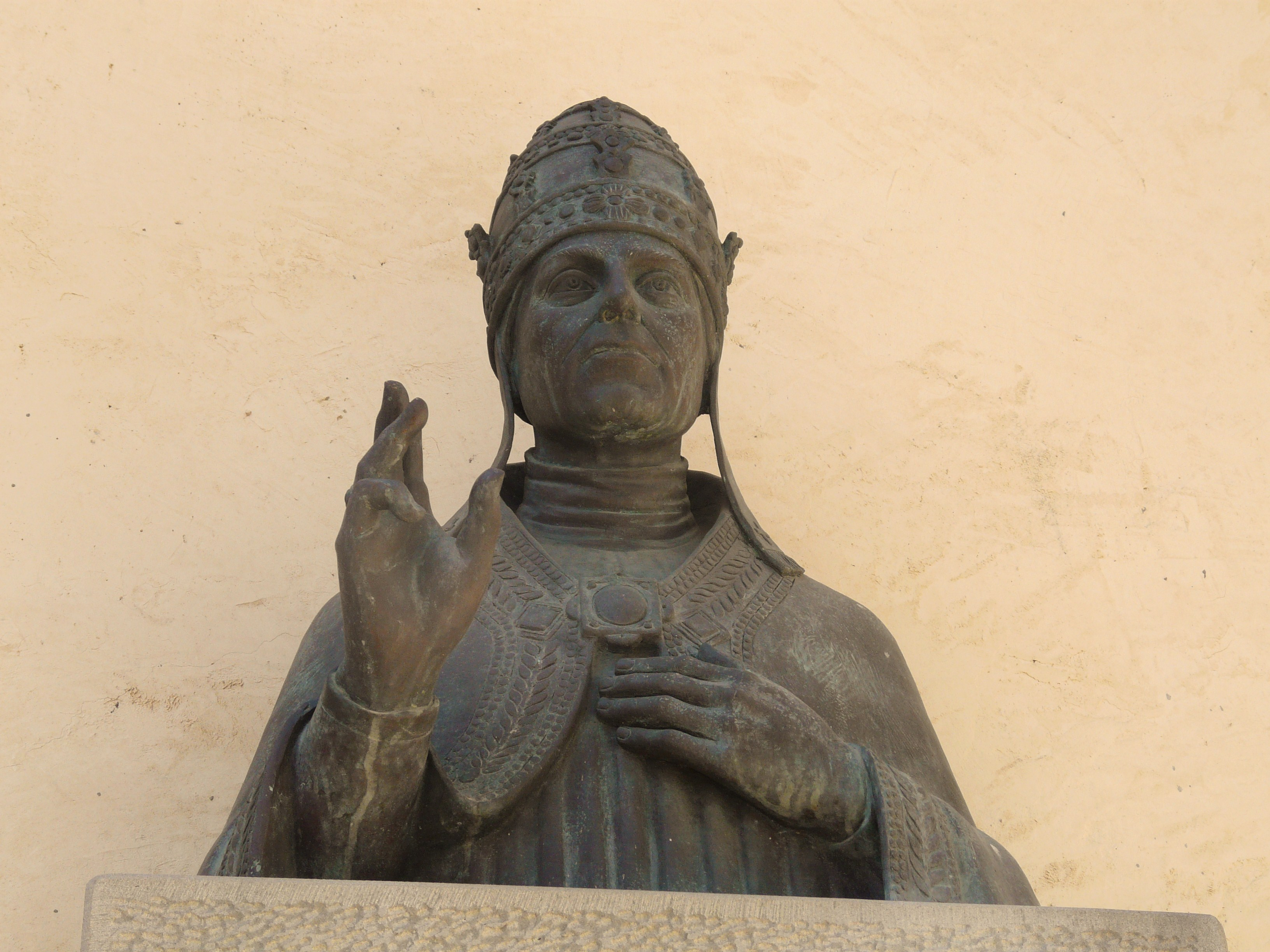
Папа римський Миколай V

Родина походила з Флоренції. Л.-Б. Альберті народився в місті Генуя, бо родину примусили покинути рідне місто з політичних міркувань. Заможність батьків дала змогу отримати добру освіту. Альберті сім років навчався в університеті міста Падуя, де опановував гуманітарні науки, а потім в університеті міста Болонья, де вивчав юридичні дисципліни. Отримав звання доктора права.
Доля подарувала Альберті зустріч з Томмазо Парентучеллі, священиком і гуманістом. Виходець з провінційної Сарцани, Томмазо Парентучеллі зробить блискучу кар'єру і стане папою римським під ім'ям Миколай V. Томмазо не забуде Альберті, коли знов зустріне того в Римі і буде підтримувати дружні стосунки до своєї смерті. А винахідник Альберті отримав можливість вивчати античність, писати трактати, розробляти різні наукові проблеми, не обтяжуючи себе клопотаннями про хліб і помешкання.

### Закордонні подорожі
Після закінчення Болонського університету у 1428, був прийнятий у свиту кардинала Альбергаті. Разом з ним подорожував по Німеччині, Нідерландам, Франції.

### У Римі
З 1432 прибув у Рим, де став працівником канцелярії папи римського, там служив майже 30 років. Стабільний фінансовий стан дозволив зосередитися на теоретичних проблемах в гуманітарних галузях.
Помер у Римі.

### Друковані твори
- «Описи міста Рим»

Opere volgari, 1843

- «Про переваги і недоліки науковців»
- «Про юриспруденцію»
- трактат «Про родину»
- трактат «Про архітектуру»
- повчальний твір «Застольні бесіди»
- математичний твір «Про принципи складання кодів», зараз втрачений тощо.
- «Про живопис»,
- «Про статую» і особливо
- «10 книг про будівництво», що є своєрідною архітектурно-будівельною енциклопедією 15 ст.

У своїх наук. роботах Альберті розробив основні теоретичні проблеми стилю Відродження в образотворчому мистецтві і архітектурі.
Серед інших досліджень Альберті, новаторських в своїй області, був трактат з криптографії, De componendis cifris, та перша італійська граматична система.

## Твори
Значні архітектурні твори Альберті (проєкти): Палаццо Ручеллаї у Флоренції (1451—56), церкви Сан-Франческо у Ріміні (1446), Санта  Марія Новелла у Флоренції (1470), Церква Сан-Себастьяно (Мантуя), базиліка Сант Андреа, Мантуя.

### Архітектурні проєкти

Поземний план перебудови готичного храму на ренесансний (Храм Малатести) у місті Ріміні, Італія. Здіснений частково.

- Головний фасад церкви Санта Марія Новелла (1456 — 70)
- Палаццо Руччелаї (1446-51) (обидва у Флоренції)
- Церква Сан-Себастьяно (Мантуя)
- Базиліка Сант Андреа у Мантуї
- Церква Сан-Франческо (1447-68) у Ріміні (план перебудови готичного храму на ренесансний (Храм Малатести)